# Music Awards Ceremony
Music Awards Ceremony (у преводу Церемонија доделе музичких награда), скраћено МАС, награда је коју додељује издавачка кућа Скајмјузик за достигнућа у музичкој индустрији на подручју некадашње Југославије.
Свечана додела првих награда MAC одржана је 29. јануара 2019. у београдској Арени.

## Категорије
- Поп нумера мушког извођача
- Поп нумера женског извођача
- Треп нумера мушког извођача
- Треп нумера женског извођача
- Поп нумера бенд
- Алтернативна поп нумера
- Поп колаборација
- Поп фолк нумера
- Народна / фолк нумера
- Трап нумера
- Трап колаборација
- Рок нумера
- Поп рок нумера
- Ворлд мјузик нумера
- Рап / хип-хоп нумера
- Вирал нумера
- Дрил нумера
- Урбан поп нумера
- Концерт
- Њу ејџ колаборација
- Музички видео
- Обрада
- Нови извођач
- Албум године
- Музички фестивал

## Церемоније
| #  | Music Awards Ceremony       | Датум                  | Домаћини вечери                                      | Место одржавања      |
| -- | --------------------------- | ---------------------- | ---------------------------------------------------- | -------------------- |
| 1. | Music Awards Ceremony 2019. | 29. јануар 2019.       | Ида Престер, Аида Јокановић, Звонимир Ђукић          | Штарк арена, Београд |
| 2. | Music Awards Ceremony 2020. | 27. јануар 2020.       | Галеб Никачевић, Тамара Тодевска, Ана Радишић        | Штарк арена, Београд |
| 3. | Music Awards Ceremony 2023. | 25. и 26. јануар 2023. | Тончи Хуљић, Јелена Гавриловић, Мими Мерцедез, Војаж | Штарк арена, Београд |

## Добитници признања
п - добитници признања по оцени публике
р - добитници признања по оцени радио станица
| Категорија                          | MAC 2019                                                                                    | MAC 2020                                 | MAC 2023                            |
| ----------------------------------- | ------------------------------------------------------------------------------------------- | ---------------------------------------- | ----------------------------------- |
| Поп нумера женског извођача         | Јелена Розга – Узмем колико ми даш (п) Александра Радовић – Љубави моја (р)                 | Лена Ковачевић - Дубине                  | Марија Микић - Комбинације          |
| Поп нумера мушког извођача          | Жељко Јоксимовић - Милиметар (п) Петар Грашо - Ако те питају (р)                            | Петар Грашо – Воли ме                    | Џенан Лончаревић - Тишина"          |
| Поп нумера бенд                     | Тропико бенд - Ако ти је до мене (п) Лексингтон бенд - Босанка (р)                          | Магла бенд - Театрално                   | /                                   |
| Поп рок нумера                      | /                                                                                           | Парни ваљак – Откуд ти право             | /                                   |
| Алтернативна поп нумера             | Ниплпипл - Никада (п) Невена Божовић - Јасно ми је (р)                                      | Буч Кесиди – Нема љубави у клубу         | Ника Турковић - Док нас нема        |
| Поп фолк нумера                     | /                                                                                           | Влатко Лозаноски Лозано - Мајко          | Hurricane - Ајде бре                |
| Реп/хип-хоп нумера                  | Сенида - Слађана (п) Ху си - Насеље (р)                                                     | Смоке Мардељано – Хвала хип хоп          | Сајси MC - Ринге раја               |
| Модерна и традиционална фолк нумера | Милица Павловић - Оперисан од љубави (п) Ацо Пејовић - Фатална доза (р)                     | /                                        | /                                   |
| Народна фолк нумера                 | /                                                                                           | Александра Пријовић – Богата сиротиња    | Александра Пријовић - Звук тишине   |
| Рок нумера                          | Бајага и Инструктори - Било би лако (п) Парни ваљак - Вријеме (р)                           | Ван Гог – Више те не волим ко пре        | Буч Кесиди - Идемо до ходника       |
| Треп нумера                         | /                                                                                           | Сенида - Мишићи                          | Coby - Када сване                   |
| Треп колаборација                   | /                                                                                           | Газда Паја и Јелена Карлеуша - Лајк      | /                                   |
| Нови извођач                        | Марија Жежељ - Dance Like Nobody's Watching                                                 | Angellina – Пиле моје                    | /                                   |
| Ворлд мјузик нумера                 | Каролина Гочева - Ти не дојде (р) Сања Илић и Сања Илић и Балканика - Нова деца (р)         | С.А.Р.С. - Руке                          | Зорја - Зорја                       |
| Концерт                             | Аца Лукас (Штарк арена, Београд) (п)                                                        | Марија Шерифовић (Сава центар, Београд)  | Петар Грашо (Спаладијум, Сплит)     |
| Музички видео                       | Емина Јаховић и Милица Тодоровић - Лимунада (п)                                             | Наташа Беквалац – Дођи мами              | Сара Јо - Дивља                     |
| Обрада                              | /                                                                                           | Фрајле и Тијана Дапчевић - Негатив       | /                                   |
| Поп колаборација                    | /                                                                                           | Сергеј Ћетковић и Ху си – Пусти проблеме | /                                   |
| Јутјуб звезда                       | /                                                                                           | Војаж и Бресквица – Врати ме             | /                                   |
| Колаборација                        | Јелена Карлеуша и Аца Лукас - Банкина (п) Емина Јаховић и Жељко Јоксимовић - Два авиона (р) | /                                        | Саша Матић и Јелена Розга - Ти и ја |
| Модерна денс нумера                 | Раста - Адио аморе (п) Магла бенд - Само се ноћас појави (р)                                | /                                        | /                                   |
| Албум године                        | /                                                                                           | /                                        | Милица Павловић - Посесивна         |
| Вирал нумера                        | /                                                                                           | /                                        | Војаж - Танго                       |
| Дрил нумера                         | /                                                                                           | /                                        | Црни церак - CC#2                   |
| Њу ејџ колаборација                 | /                                                                                           | /                                        | Војаж са Nucci-јем - Гад            |
| Треп нумера женског извођача        | /                                                                                           | /                                        | Николија - Пилот                    |
| Треп нумера мушког извођача         | /                                                                                           | /                                        | Девито - Марина                     |
| Урбан поп нумера                    | /                                                                                           | /                                        | Angellina - Око моје                |
| Музички фестивал                    | /                                                                                           | /                                        | Belgrade Music Week                 |

| Специјална признања               | Специјална признања           | Специјална признања     | Специјална признања                    |
| Признање                          | MAC 2019                      | MAC 2020                | МАС 2023                               |
| --------------------------------- | ----------------------------- | ----------------------- | -------------------------------------- |
| Golden MAC                        | Стјепан Хаузер                | Сенида                  | Констракта                             |
| Признање за животно дело          | /                             | Оливер Мандић           | Бора Ђорђевић                          |
| Певачица године                   | Марија Шерифовић              | Нина Бадрић             | /                                      |
| Највећи утицај на музику региона  | /                             | Џала Брат и Буба Корели | /                                      |
| Регионални допринос музици        | /                             | Лепа Брена              | Саша Матић Теодора Џехверовић и Девито |
| Допринос међународној музици      | /                             | /                       | Констракта Коикои                      |
| Неизбрисив траг у народној музици | /                             | Шабан Шаулић            | /                                      |
| Певач године                      | Тони Цетински                 | /                       | Ацо Пејовић                            |
| Афирмација музике региона         | Егзит фестивал Жељко Самарџић | /                       | /                                      |
| Мастер церемоније                 | /                             | /                       | Coby                                   |

### Највише награда
Највише награда на церемонијама добили су словеначка певачица Сенида, хрватски певач Петар Грашо и српски певач Војаж (3). Најнаграђиванији певачи су Петар Грашо и Војаж са по три награде, Жељко Јоксимовић и Аца Лукас са по две награде, а најнаграђиванији бендови су Магла бенд, Парни Ваљак, Ху Си и Буч Кесиди са по две награде.
Највише номинација имали су Емина Јаховић, Буба Корели и Војаж са по 5 номинација.
| Број награда | Певач               |
| ------------ | ------------------- |
| 3            | Сенида              |
| 3            | Петар Грашо         |
| 3            | Војаж               |
| 2            | Емина Јаховић       |
| 2            | Жељко Јоксимовић    |
| 2            | Магла бенд          |
| 2            | Аца Лукас           |
| 2            | Јелена Карлеуша     |
| 2            | Парни Ваљак         |
| 2            | Петар Грашо         |
| 2            | Ху Си               |
| 2            | Констракта          |
| 2            | Александра Пријовић |
| 2            | Милица Павловић     |
| 2            | Буч Кесиди          |
| 2            | Јелена Розга        |